# Laverda

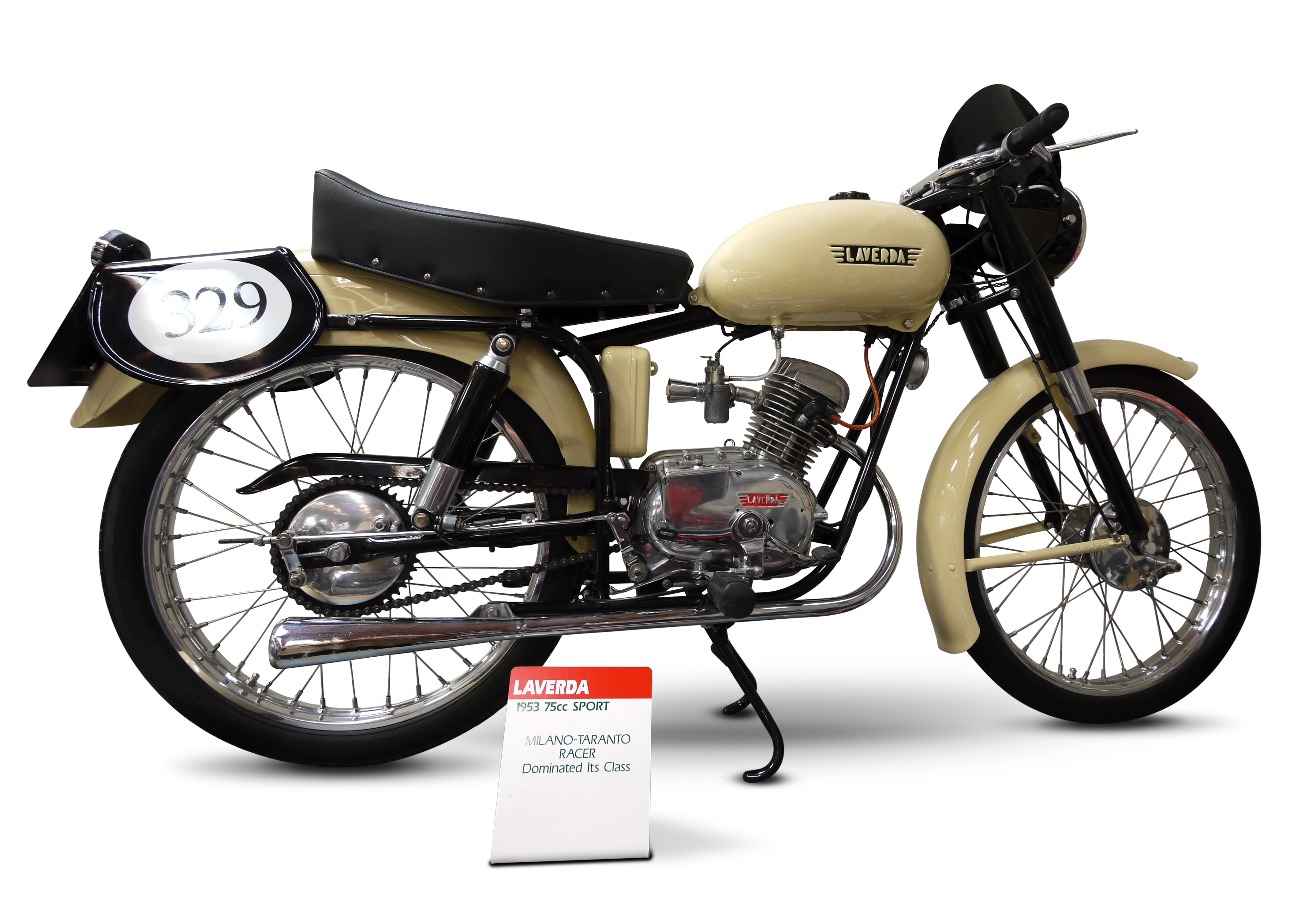
Laverda 75 Sport, Bj. 1953: MSDS-Klassensieger beim Rennen Mailand-Taranto (MSDS=moto sportiva derivata di serie / serienbasiertes Sportmotorrad)

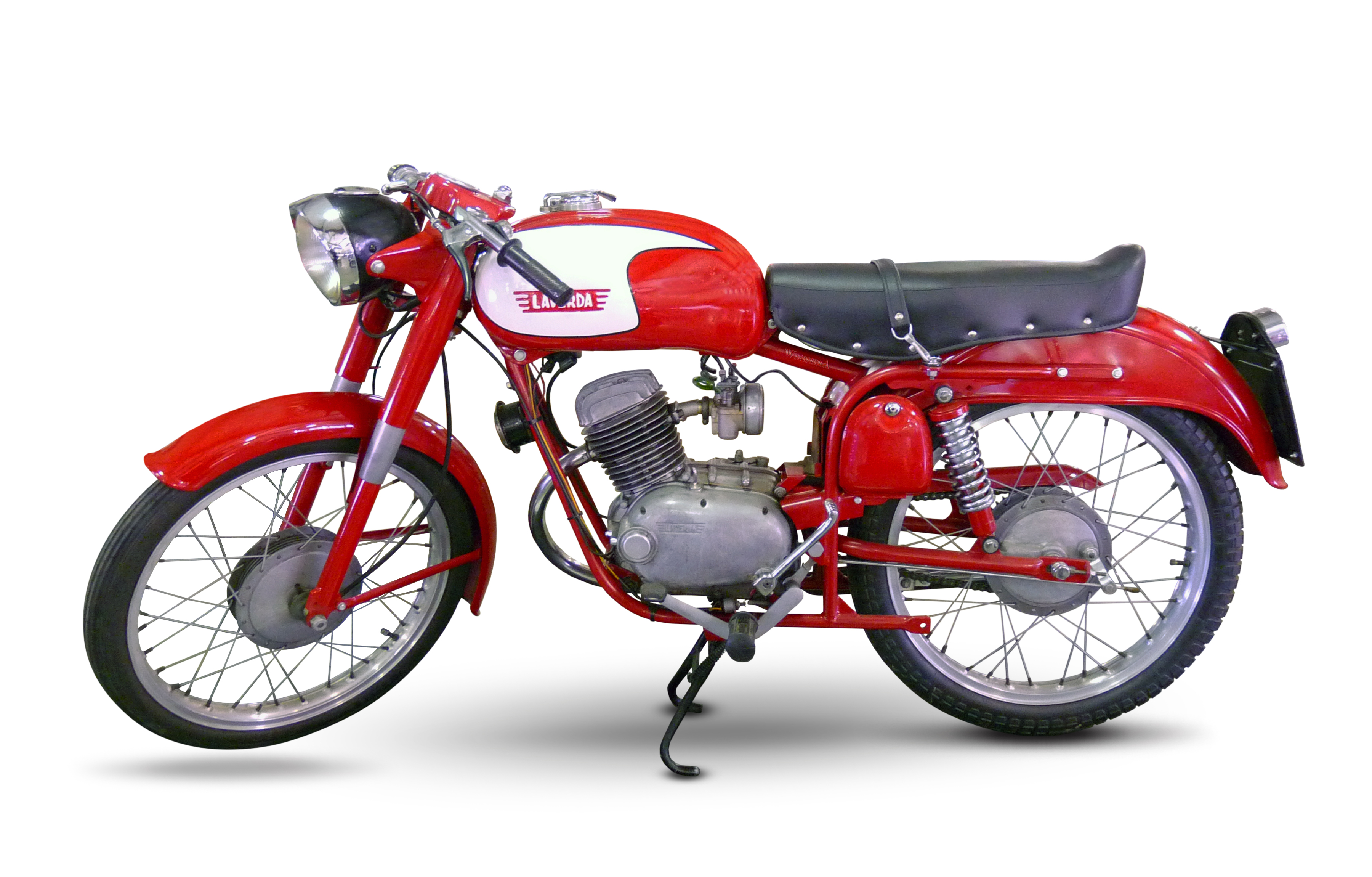
Das Modell Laverda 100 Sport Lusso mit dem 100-cm³-Motor

Moto Laverda war ein italienischer Motorradhersteller. Das 1949 gegründete Unternehmen ging 1987 in die Insolvenz. 1993 als International Moto Laverda S.p.A. neu gegründet, wurde Laverda 2004 vom Piaggio-Konzern übernommen. Es gibt seitdem nur noch eine 50-Kubikzentimeter-Version von Laverda, welche auf der neuesten Derbi Senda 50 basiert.
Zum 1. Januar 2025 waren in Deutschland noch 1735 Laverda-Krafträder zum Straßenverkehr zugelassen.

## Geschichte

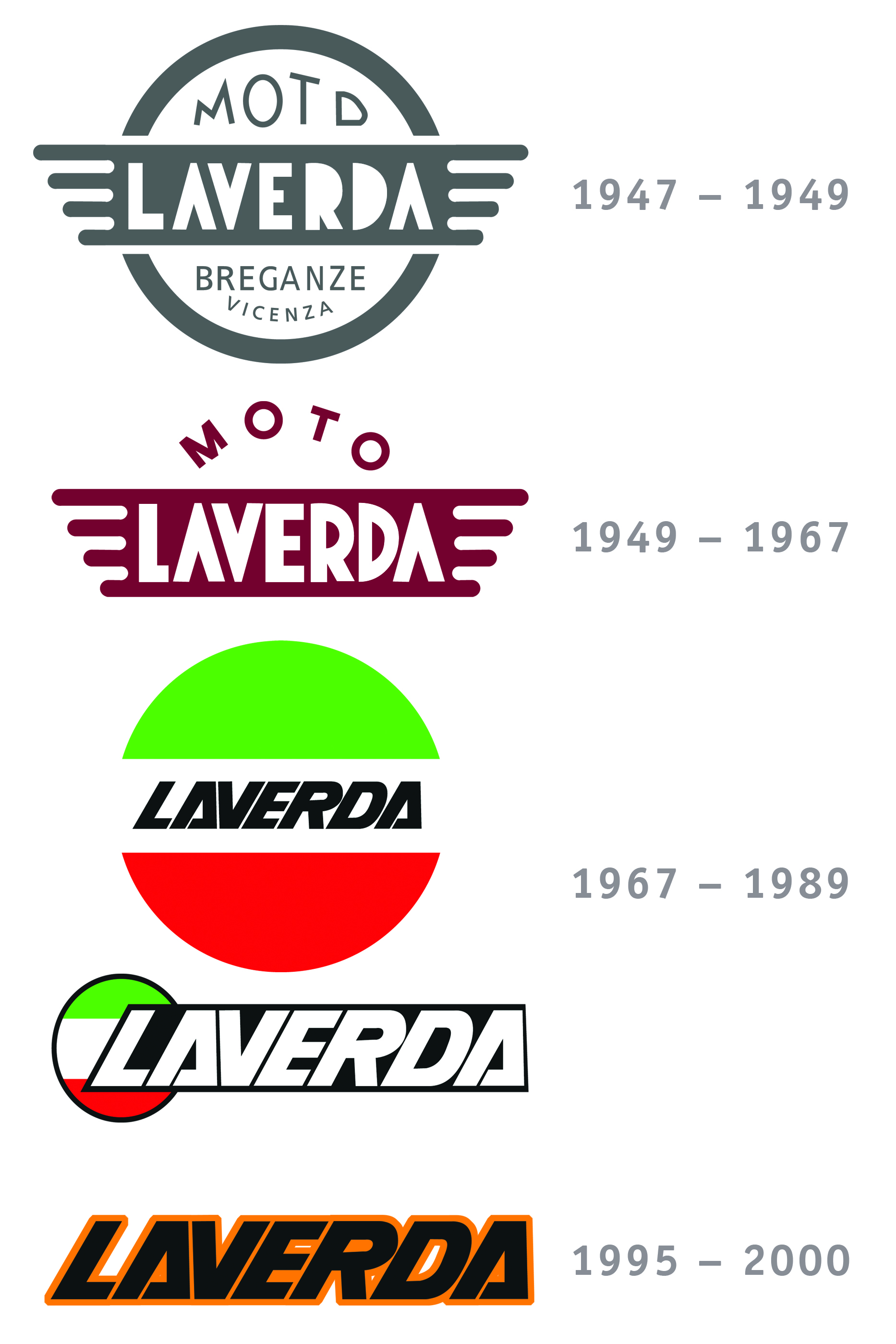
Die Entwicklung des Logos von LAVERDA

### Anfänge
Francesco Laverda, der Enkel des Landmaschinenherstellers Pietro Laverda, gründete am 13. Oktober 1949 in Breganze die Moto Laverda S.A.S. – Dottore Francesco Laverda e fratelli. Später firmierte das Unternehmen unter Moto Laverda S.p.A. (Società per Azioni = Aktiengesellschaft).
Da das Unternehmen vorher ausschließlich als Giesserei und im Bereich Landmaschinentechnik aktiv war, und mit der Produktion von Motorrädern keine Erfahrung hatte, stellte dieser Schritt durchaus ein Wagnis dar, aber angesichts der großen Nachfrage nach Personentransportfahrzeugen nach dem Zweiten Weltkrieg erschien ihm die bereits 1947 gefasste Idee, ein Motorrad zu entwickeln das den Bedürfnissen der Zeit entsprach, erfolgversprechend. In gewisser Weise hatte auch MV Agusta (wie einige andere italienische Hersteller technischer Maschinen) nach dem Krieg einen ähnlichen Weg bestritten.
Die Planungs-, Konstruktions- und Entwicklungsarbeiten für das erste Modell wurden zusammen mit dem Techniker Luciano Zen durchgeführt und es gelang, einen funktionsfähigen Prototypen zu bauen. Es entstand ein leichtes Motorrad mit einem robusten Rahmen aus gepresstem Blech und einem 75-cm³-Viertaktmotor, ausgestattet mit Vollfederung und einer modernen Konstruktion aus Druckguss, die den linken Teil der Schwinge bildete und die Kupplungs-Getriebe-Einheit enthielt. Vor allem beim Verbrauch lieferte der Prototyp hervorragende Ergebnisse: 1948 von der Zeitschrift Motociclismo getestet, erreichte er auf einer Strecke mit verschiedenen Anforderungen eine Reichweite von über 60 km mit einem Liter Benzin. Da das Druckgusselement der Schwinge jedoch sehr hohe Produktionskosten verursachte, entschied man sich für eine traditionellere und wirtschaftlichere Lösung.

### Erste Erfolge
Dieses erste Modell bekam die Bezeichnung Laverda 75 und wurde 1950 vorgestellt. Die „settantacinque“ nahm an zahlreichen Rennen auf Stadtkursen teil, 1951 traten 4 Maschinen in der Sportversion offiziell beim Rennen Mailand-Tarent an, und belegten den 4., 5. und 6. Platz und 10. Platz in ihrer Kategorie. Im darauffolgenden Jahr belegten die Laverda 75 an gleicher Stelle die ersten fünf Plätze in der Gesamtwertung ihrer Klasse. Beim Motogiro d’Italia 1953 (über eine Distanz von 3.049 km) gewann die Laverda 75 des Piloten Guido Mariani in ihrer Kategorie mit einer Durchschnittsgeschwindigkeit von 81,372 km/h die Coppa d’Oro Dragoni. Bei der 1953er Ausgabe des Milano-Taranto im selben Jahr wurde die Dominanz von Moto Laverda mit dem Sieg des Fahrers Eugenio Fontanili mit einer Durchschnittsgeschwindigkeit von 82,288 km/h bestätigt.
Beim Motogiro d’Italia 1954 eroberte die Laverda 75 die ersten 10 Plätze belegen, und auch die neue Version mit 100 cm³ belegte die ersten beiden Plätze. Im Laufe der Jahre gelang es den kleinen Laverda 75 und 100, die unteren Hubraumklassen geradezu zu beherrschen, das 100-cm³-Modell schaffte es in vielen Rennen, die Durchschnittswerte der größeren 125er-Maschinen zu überbieten.
Später kamen weitere Modelle hinzu, so ein Mini-Scooter mit 50-cm³-Motor, und ein Viertaktmodell mit 200 cm³, das in die USA exportiert wurde.

### Die großen Zweizylinder
In den späten 1960er Jahren (Die Marke war nun stark genug und marktetabliert) begann Laverda, eine neue Generation großer Maschinen mit einem neu entwickelten 650-cm³-Zweizylinder-Reihenzweimotor zu entwerfen. Massimo Laverda, der Sohn des Firmengründers, war in den USA gewesen, wo er festgestellt hatte, dass der Markt von großvolumigen amerikanischen und britischen Motorrädern dominiert wurde, die für weite Strecken geeignet waren. So entstand der Wunsch, eine prestigeträchtige und leistungsstarke Maschine zu bauen, die es mit den Konkurrenten von Moto-Guzzi, BMW und den schnell aufstrebenden Japanern aufnehmen könnte.
Im November 1966 präsentierte Laverda das Ergebnis in London, den 650er-Prototyp. Danach zogen sich Massimo Laverda und Luciano Zen bis April 1968 zurück und überarbeiteten den Prototypen bis zur Produktionsreife. Inzwischen hatten sie auch eine 750-cm³-Version entwickelt. Sie waren zuversichtlich genug, vier Exemplare beim Giro d’Italia zu melden. Zwei 650er- und zwei 750er-Maschinen bescherten Laverda den 650er-Sieg in ihrer Klasse, wobei drei Motorräder unter die ersten 6 kamen und alle unter die ersten 10. Zwei Wochen nach diesem Sieg verließen die ersten 650-cm³-Serienmodelle das Werk. Die Motorräder waren mit den besten damals erhältlichen Komponenten ausgestattet, von britischen Smiths-Instrumenten, Pankl-Pleuelstangen, Ceriani-Federung, Mondial-Kolben bis hin zu Bosch-Elektroteilen und dem (damals revolutionären!) japanischen Denso-Starter. Durch dieses Bauteil wurde eine Problem beseitigt, das zu dieser Zeit fast alle zeitgenössischen britischen und italienischen Motorräder plagte: ihre elektrische Unzuverlässigkeit (speziell beim Starten). Der 650-cm³-Motor bot hohen Komfort und Stabilität und das Motorrad hatte ein mindestens gleichwertiges Fahrverhalten wie die Konkurrenz, allerdings auch einen hohen Preis. Genaue Stückzahlen anzugeben ist schwierig, da die Typennummern auf den Rahmen sich nicht von denen der im Mai 1968 eingeführten 750er unterscheiden – es wurden wohl nur 52 bis 200 Laverda 650 produziert.

### Die Drei-Zylinder-Epoche
In den späten 1960er Jahren sah sich Laverda zunehmender Konkurrenz durch japanische Motorräder ausgesetzt. Nachdem das Unternehmen 1968 die neue 750er-Modellreihe auf den Markt brachte, richtete es seine Aufmerksamkeit auf einen neuen Dreizylindermotor, der erstmals 1969 auf den Messen in Mailand und Genf als Prototyp gezeigt wurde. Der Prototyp mit 1000 cm³ war im Wesentlichen ein 750er-Zweizylinder mit einem zusätzlichen Zylinder. Nach umfangreichen Tests und Modifikationen stellte das Unternehmen das neue Dreizylinder-Motorrad der 1-Liter-Klasse schließlich beim Zeltweg-Rennen in Österreich vor. Das Motorrad, das kurz darauf 1972 in Produktion ging, war schon als Motorrad einer „modernen Ära“ erkennbar, hatte jedoch immer noch ein konservatives Layout und teilte einige der Merkmale der früheren SF/SFC-Modelle, wie die hochwertigen Legierungsgussteile und das unverwechselbare Design. Der 981-cm³-Dreizylinder bot – bei kaum mehr Gewicht – mehr Leistung als die auslaufende Zweizylinder-Serie. Das, von 1973 bis 1981 produzierte Modell Laverda 1000 3C Triple leistete 85 PS (63 kW) bei 7250/min und erreichte Geschwindigkeiten von über 210 km/h.
Die neue Laverda Jota auf Basis der 3C machte 1976 großen Eindruck. Sie leistete 90 PS (67 kW) und erreichte Geschwindigkeiten von 235 km/h. Dank der werksseitigen Rennteile, die direkt ab Werk in den Serienmotor übernommen wurden, war sie zu dieser Zeit das schnellste Straßenzulassungsfähige Motorrad. Die Dreizylindermotoren von Laverda hatten bis 1982 einen 180-Grad-Kurbelzapfenversatz: wenn der mittlere Kolben am oberen Totpunkt ist, sind die beiden äußeren Kolben am unteren. Dadurch ergibt sich ein ungleichmäßiger Zündabstand, der den 1000-cm³-Laverdas einen unverwechselbaren Charakter verlieh. 1982 wurde der Motor in Gummi gelagert und die Kurbelzapfen bekamen 120 Grad Versatz.
Die dreizylindrige Laverda 1200 TS Mirage (1978–1979) hatte bei einem Trockengewicht von 247 kg einen der hubraumstärksten Motoren, die jemals in einer Laverda verwendet wurden. Aus 1115 cm³ leisteten die Motoren 73 PS (54 kW) und gaben maximal 54 Nm Drehmoment ab.

## Modellpalette

### Laverda 750 (1968–1976)

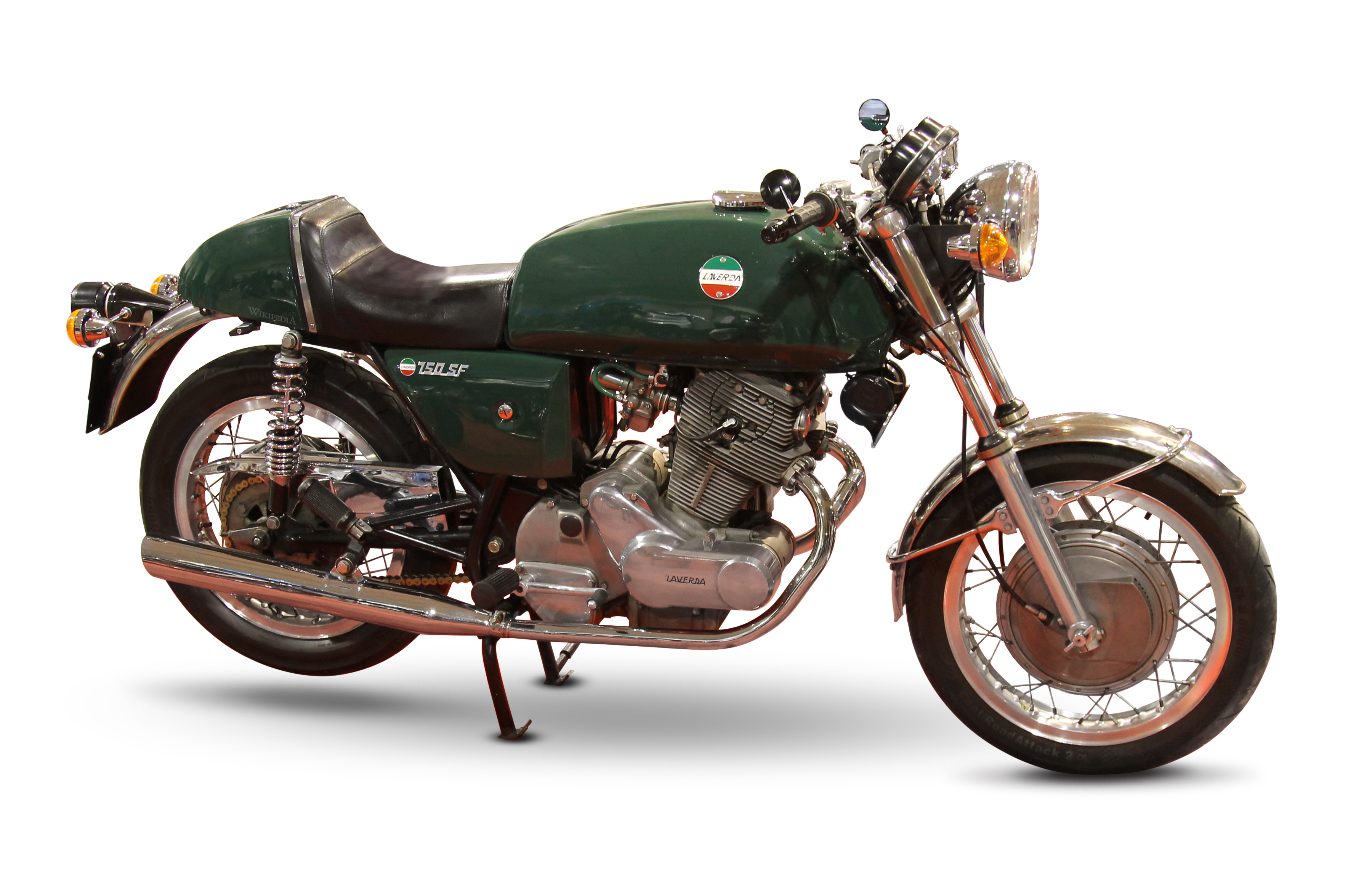
Laverda 750SF (1971–1972)

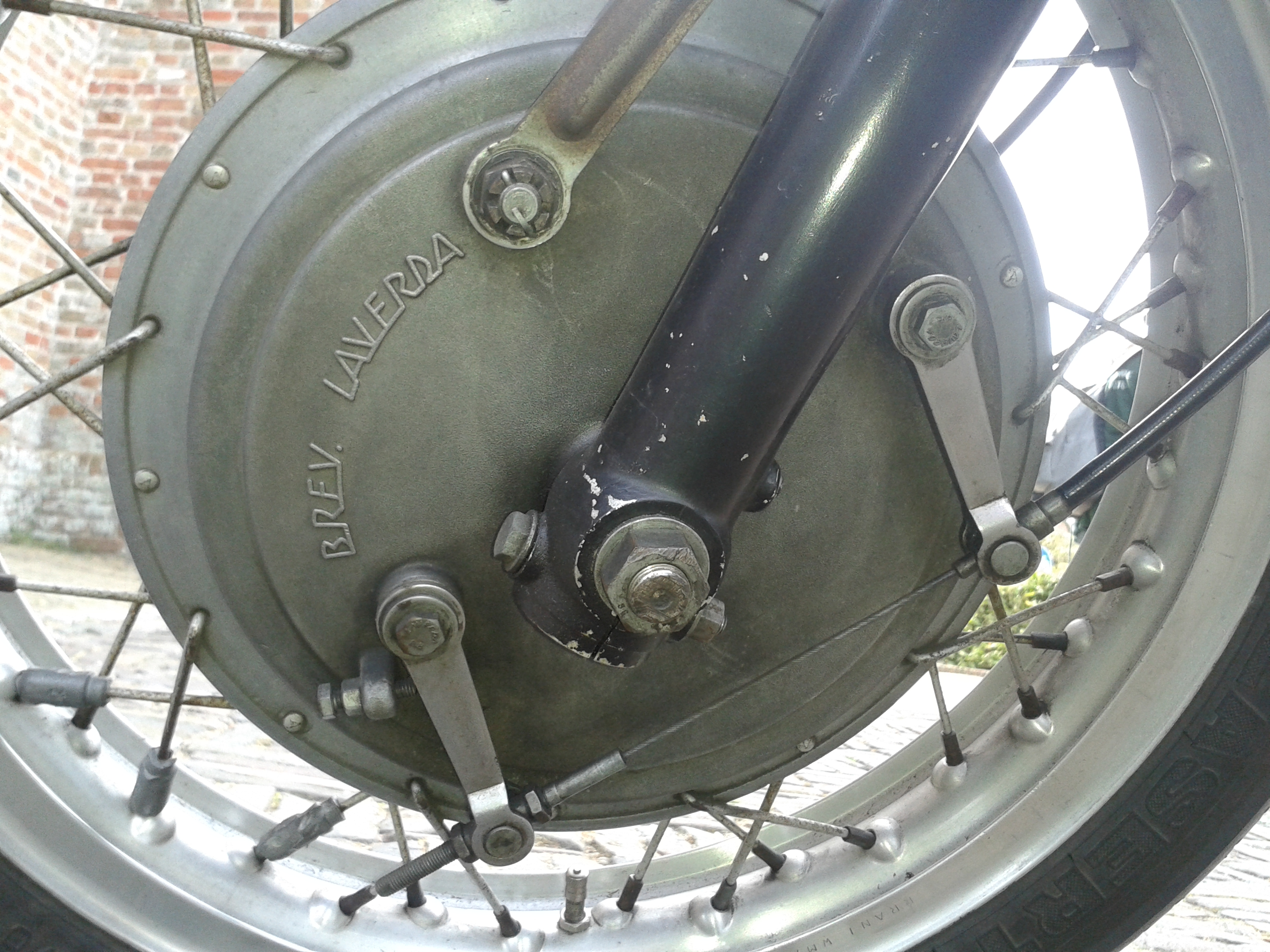
Laverdas Eigenentwicklung: die Trommelbremse „SuperFreni“

Massimo Laverda († 26. Oktober 2005), Sohn des Gründers, brachte 1968 die Laverda 650 heraus, deren Hubraum wenig später auf 750 cm³ erhöht wurde. Es waren Zweizylindermaschinen, deren Besonderheit der unten offene Rahmen und der mittragende Motor war. Da die bisher verwendete Grimeca-Trommelbremse Probleme bei Nässe hatte, entwickelte Laverda eine eigene Trommelbremse („SuperFreni“ / ital: Freno: die Bremse) mit 230 mm Durchmesser und baute sie bei den SF-Modellen ab 1971 ein. Auf dieser Basis wurde die erfolgreiche Sportversion Laverda 750 SFC entwickelt und angeboten.
| Modell          | Jahr      | Merkmale/Besonderheiten                             |
| --------------- | --------- | --------------------------------------------------- |
| Laverda 750     | 1968–1969 | Grimeca-Bremse                                      |
| Laverda 750 S   | 1969–1970 | Flacher Lenker, schlanker Tank, gerundete Kotflügel |
| Laverda 750 GT  | 1970–1972 | Tourenlenker, eckige Kotflügel                      |
| Laverda 750 SF  | 1970–1972 | Trommelbremsen mit 230 mm                           |
| Laverda 750 SFC | 1971–1976 | Rennversion (Competizione) der SF                   |
| Laverda 750 SF1 | 1973      |                                                     |
| Laverda 750 SF2 | 1974–1975 | Brembo-Scheibenbremsen vorne, Trommel hinten        |
| Laverda 750 GTL | 1975–1976 | Duplex-Trommelbremsen                               |
| Laverda 750 SF3 | 1976      | Wie SF2 mit Gussrädern, Scheibenbremse auch hinten  |

Die Modelljahre begannen am 1. September und endeten am 31. August des folgenden Jahres. Anfang 1977 endete die Produktion der 750er-Modelle.

### Laverda 1000, 1200 (1973–1987)

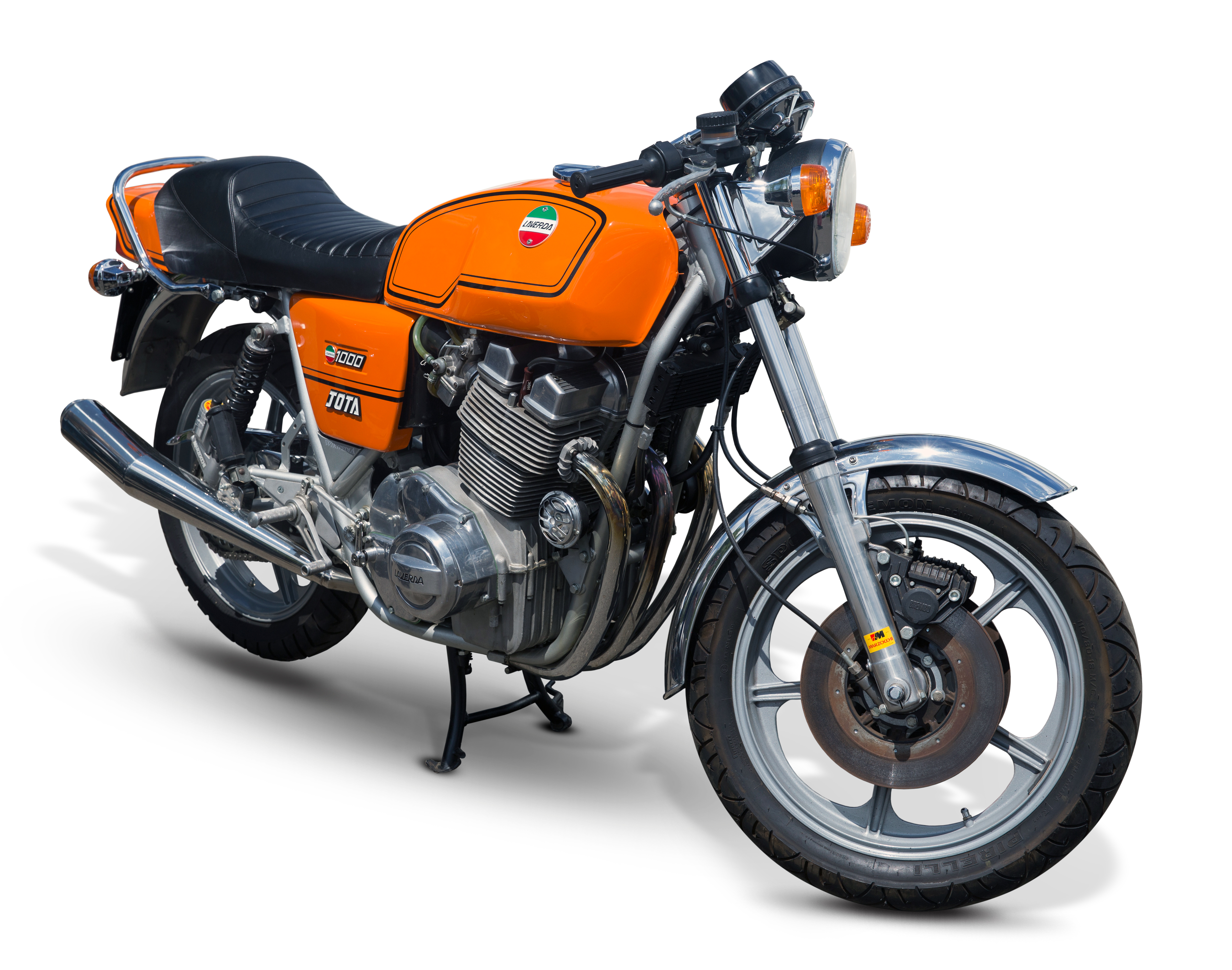
Eine Laverda 1000 Jota (1975)

1970 begann die Entwicklung einer Maschine mit Dreizylindermotor und 1000 cm³ Hubraum. Die ersten Prototypen entstanden durch Anbau eines weiteren Zylinders an den Zweizylindermotor; der Rahmen war, im Gegensatz zu dem der 750er, ein geschlossener Doppelschleifenrahmen. In Serie ging der Dreizylindermotor (mit 180° Hubzapfenversatz des mittleren Kolbens, die äußeren laufen parallel) in einer modernisierten Form mit zwei obenliegenden Nockenwellen (DOHC) und Tassenstößeln. Die ersten fünfzig Maschinen (1973) hatten Speichenräder mit Trommelbremsen, eine Drei-in-Eins-Auspuffanlage und der Tank war aus Kunststoff; ab Beginn der Serienfertigung Ende 1973 war der Tank aus Blech und die Auspuffanlage eine Drei-in-Zwei-Ausführung, die Modellbezeichnung lautete Laverda 1000.
Ende 1974 (Modelljahr 1975) kam die Laverda 1000 3C heraus (Leistung lt. Kfz-Brief: 78 DIN-PS bei 7.750 min−1; Angabe im Handbuch: 80 PS bei 7.250 min−1). Die Maschine mit 980 cm³ Hubraum hat ein Fünfganggetriebe, doppelte Scheibenbremsen (Ø 280 mm) vorn und eine hintere Trommelbremse (Ø 230 mm). Bei einem im April 1975 durchgeführten Test der Zeitschrift „Das Motorrad“ (Heft 8/75) ergab sich eine Geschwindigkeit von 209,4 km/h (solo langliegend) und eine Beschleunigung von 0 auf 100 km/h in 4,7 s. Die Maschine wurde Anfang 1975 in Deutschland für 9.000 DM inklusive 11 % Mehrwertsteuer angeboten, was heute ca. 20.600 Euro entspricht.
Ab Ende 1976 gab es die 1000 3CL, nun mit Aluminiumgussrädern, einer Bremsscheibe hinten (Ø 280 mm) und einem „Heckbürzel“; 1977 wurde die 1200 T zur Seite gestellt; Unterschied zur 1000er waren größere Zylinderbohrung sowie schräger gestellte hintere Federbeine. Die Jota sowie 1200 TS waren in der Ausstattung (zum Beispiel Verkleidung, Armaturen, Seitenteile, leicht erhöhte Leistung) veränderte 1000er bzw. 1200er. Die ab 1983 angebotenen 120°- 1000 RGS-Modelle hatten einen völlig anderen Doppelrohrrahmen mit elastisch aufgehängten Motoren; die 1000 SFC ist eine leicht modifizierte „RGS“ und war 1987 das letzte bei Laverda in Briganze produzierte Motorrad.
Modellübersicht
Eine detaillierte Modellübersicht in Tabellenform findet sich im Hauptartikel zur 1000er Laverda.

### Laverda 500 (1976–1984)

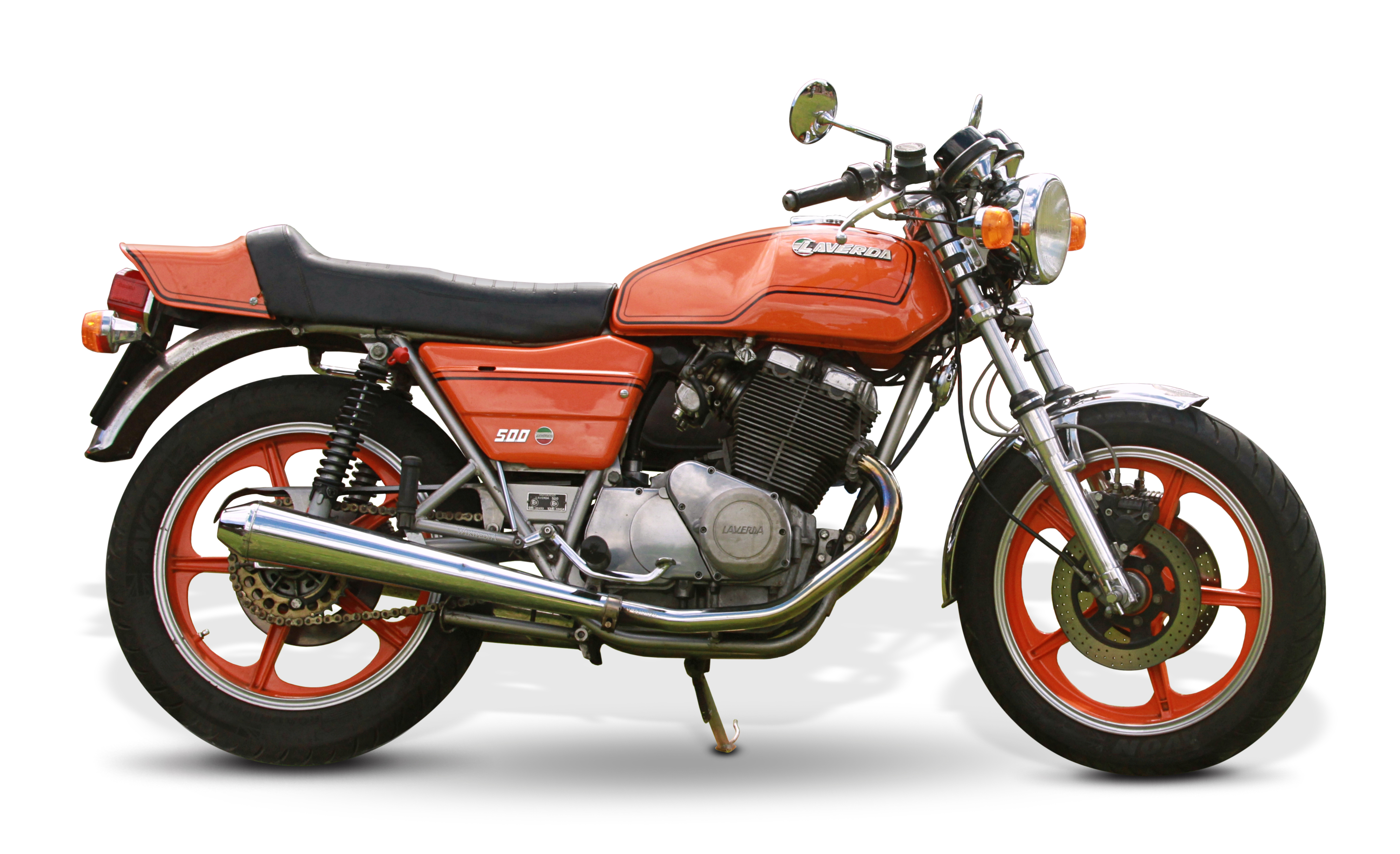
Laverda 500, Parallel-Twin (1981)

1976 erschien die Laverda 500 auf dem deutschen Markt, ein leichtes und leistungsstarkes Motorrad mit Halblitermotor (Bohrung/Hub: 72 × 61 mm), der 44 PS (32 kW) leistete und das Laverda-Programm erweitern sollte. Eine auf 350 cm³ Hubraum verkleinerte kleinere Versionen wurde speziell für den italienischen Markt entwickelt. Aus der Halblitermaschine entstand die Rennversion Laverda 500 SFC (1981–1983).
| Modell                    | Jahr      | Merkmale/Besonderheiten |
| ------------------------- | --------- | --- |
| Laverda 500 Alpino        | 1977–1978 | Neue Motor-Konstruktion mit 4 Ventilen pro Zylinder. Anfangs als „Alpina“ aber da der Name geschützt war musste es in Alpino umbenannt werden.                                    |
| Laverda 500 Alpino S      | 1978–1982 | Mit Ausgleichswelle und neuem Tank. Nach Produktionsende 1982 wurde die 500er als Roadster und Sport noch in Spanien und England montiert.                                        |
| Laverda 500 Formula (1)   | 1978      | Die erste Formula hatte eine Tank/Sitzbank-Einheit und wurde wie auch die 2. Serie mit allen Teilen und Dokumenten ausgeliefert um sie auch im Straßenverkehr zulassen zu können. |
| Laverda 500 S             | 1977–1978 | gesteigerte Motor-Leistung, Halbschale und Stummellenker sowie gelochte Bremsscheiben                                                                                             |
| Laverda 500 Zeta          | 1978–1982 | Die amerikanische Version der Alpina |
| Laverda 500 Formula (2)   | 1979      | Die 2. Serie hatte nun Sitzbank und Tank getrennt. |
| Laverda 500 Montjuic MK1  | 1979–1982 | Slater (britischer Importeur) bekam ab Werk Alpinos mit Formula-Motor geliefert und baute sie mit anderer Sitzbank und Halbschale um.                                             |
| Laverda 500 SFC           | 1981–1983 | Von Moto-Witt (deutscher Importeur) umgebaute Sportversion der 500 er. (ca. 50 Exemplare)                                                                                         |
| Laverda 500 Montjuic MK 2 | 1982      | Auf Grund von Geräuschbestimmungen und da das Werk die Produktion einstellte wurden nach 1982 keine Montjuics mehr gebaut.                                                        |

Quelle:

### Laverda LZ (1977–1986)

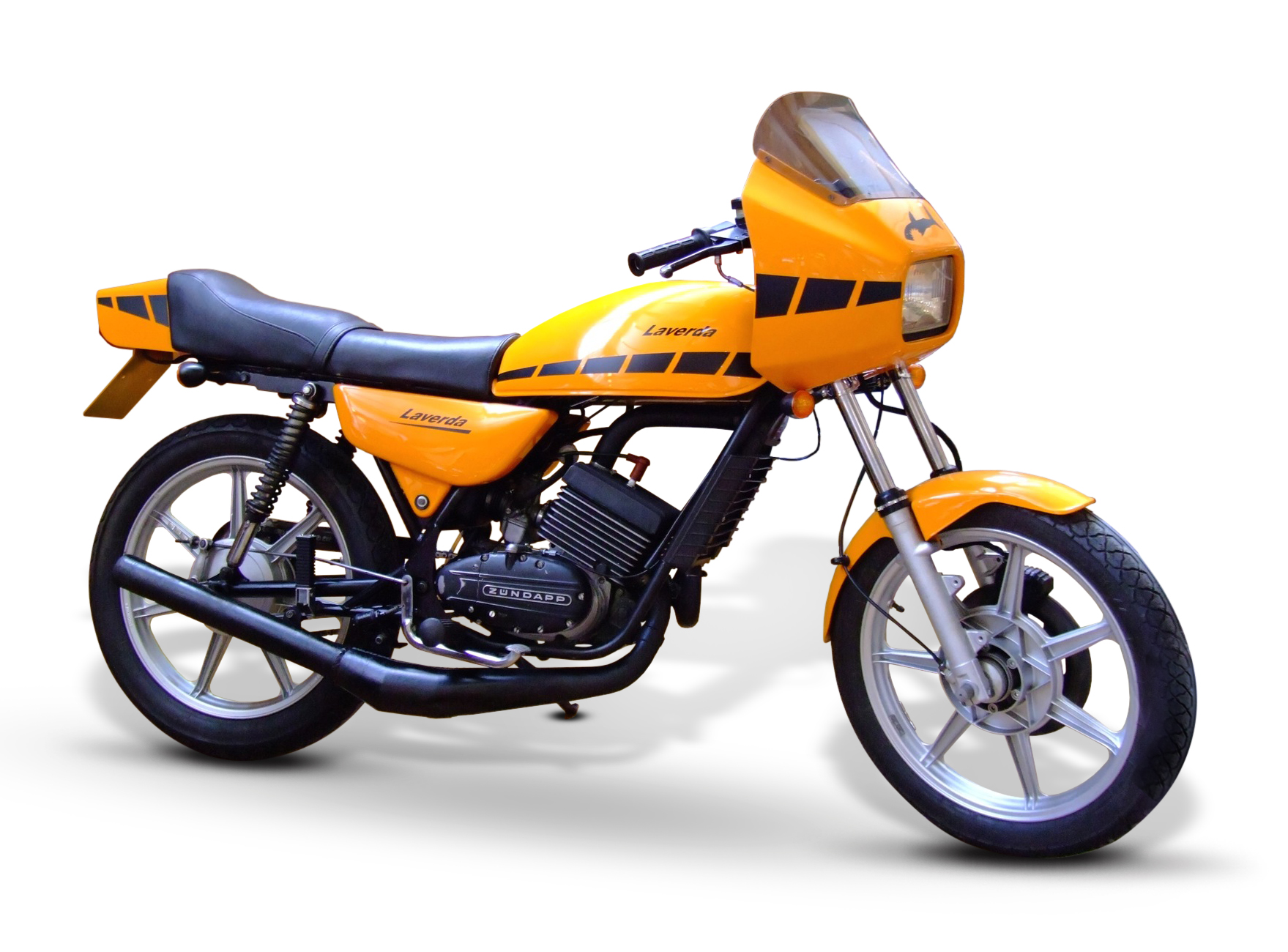
Eine Laverda LZ1 125 cm³ mit Zündapp-Motor (1983)

Laverda baute mit der LZ-Reihe auch leichte Maschinen mit Zweitaktmotoren von 50, 125 und 175 cm³ Hubraum. Diese Zweitakt-Modelle wurden fast ausschließlich für den italienischen Markt produziert. In den 1980er Jahren setzte Laverda auf Zweitakt-Motoren von Zündapp, aus München. Auch Geländemotorräder mit 125 cm³ und die Laverda OR 600 Atlas mit Zweizylinder-Viertaktmotor und 572 cm³ Hubraum standen auf der Verkaufsliste.

## Insolvenzen und Wiederbelebung

### Zwei Insolvenzen in 11 Jahren
Eine Absatz- und Finanzkrise folgte in den 1980er Jahren, Laverda taumelte von einer Krise zur nächsten. Sie war insbesondere auf eine nicht marktgerechte Produktdiversifikation zurückzuführen. Am 31. März 1987 wurde Insolvenz angemeldet. Die Marke Moto Laverda wurde 1993 als International Moto Laverda unter Francesco Tognon neu gegründet und neue Produkte mit 650er-Motoren vorgestellt. 1998 wurde Laverda wieder insolvent, die Rechte gingen an einen Investor über, dann 2000 an Aprilia, die wiederum am 30. Dezember 2004 von der Piaggio-Gruppe übernommen wurde.

### Wiederaufnahme Der Produktion (1995–2000)
1995 wurde die Produktion mit den Modellen 650, 650 Sport, 668 Sport, 668 Ghost und 668 Ghost Legend in Zanè aufgenommen, die aus dem alten 500er Modell entwickelt wurden. Die Ghost-Modelle gab es mit Aluprofil- oder Stahl-Rohrrahmen. Der Motor leistete 64 PS (47 kW) bei 8.000 min−1 und hatte ein maximales Drehmoment von 60 Nm bei 7.000 min−1.
1997 wurde der Hubraum auf 750 cm³ erweitert und auf Wasserkühlung umgestellt. Die Typenbezeichnungen waren 750 S, 750 S Carenata in Italien, 750 Strike, 750 Ghost Strike, 750 Diamante mit Rohrrahmen, 750 S Formula, 750 Super Sport und 750 T 8. Die erste Motorversion der 750 S und der 750 S Formula von 1998 leistete 92 PS (67,6 kW) bei 9.000 min−1 und hatte ein maximales Drehmoment von 75 Nm bei 6.500 min−1. Die 750 S für Italien, mit 747 cm³ und Halbverkleidung, leistete nur 82 PS (60 kW) bei 9.000 min−1 und hatte ein maximales Drehmoment von 74 Nm bei 7.000 min−1. Die anderen Modelle von 1998 bis 2000 leisteten 85 PS (62,5 kW) bei 9.200 min−1 und hatten ein Drehmoment von 75 Nm bei 7.200 min−1.
1999 wurden noch die Modelle 750 S Formula mit 95 PS, die 750 Super Sport, 750 Strike, 750 Black Strike, jeweils mit 92 PS und die „750 Sport“ mit 82 PS bei 8.250 min−1 präsentiert. Die Maschinen waren unausgereift und gelten als sehr störanfällig. Die Produktion wurde 2000 eingestellt.
Unter Verwendung des Namens Laverda wurde ein Modell auf Basis der Aprilia Mille 1000 V2 mit speziellem Rahmen und Anbauteilen entwickelt. Ein Prototyp wurde gebaut. Auf der Motor Show in Bologna wurde 2002 die Laverda 1000 SFC genannte Entwicklung präsentiert. Das Projekt wurde eingestellt.

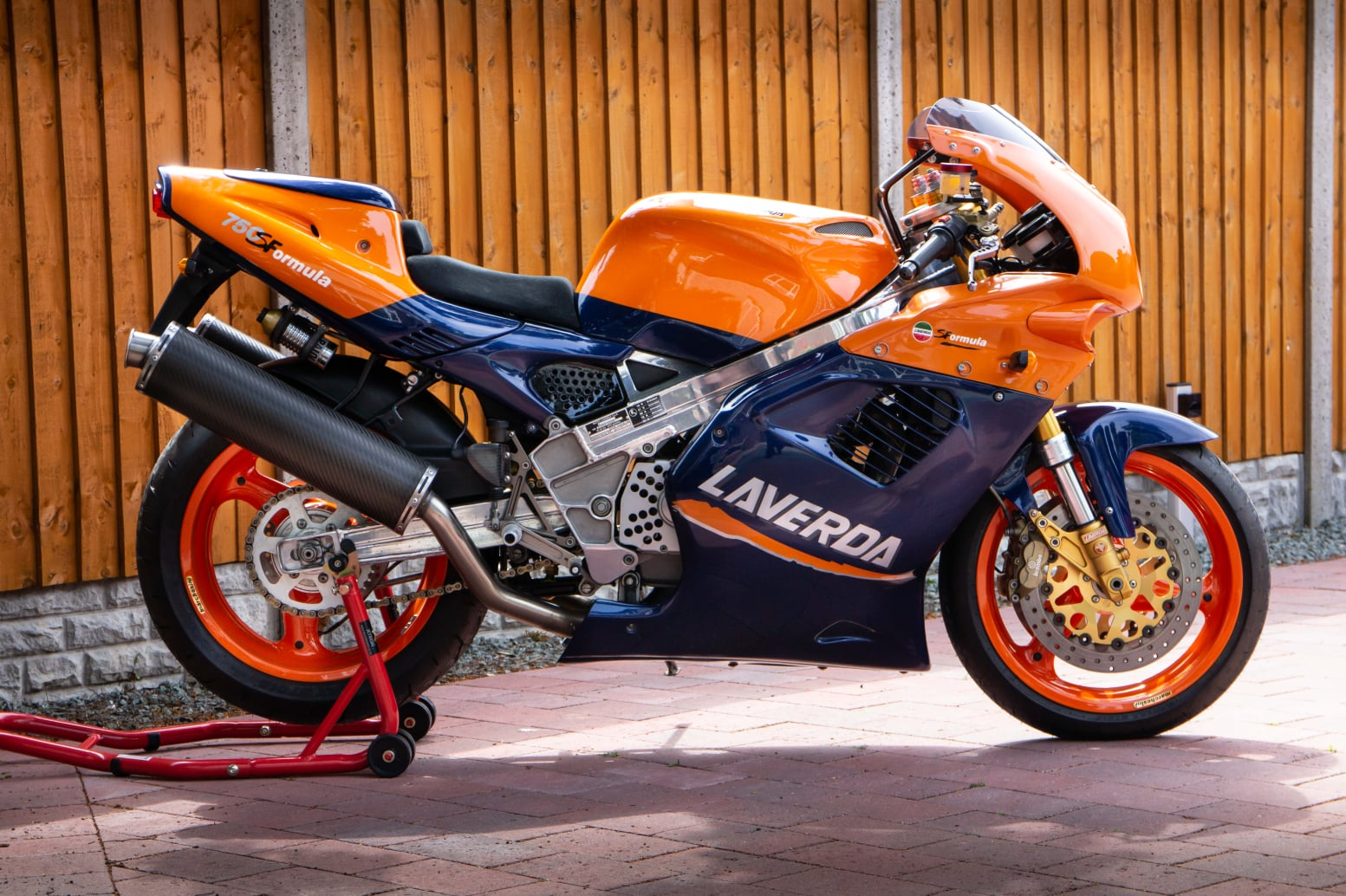
Bild 1
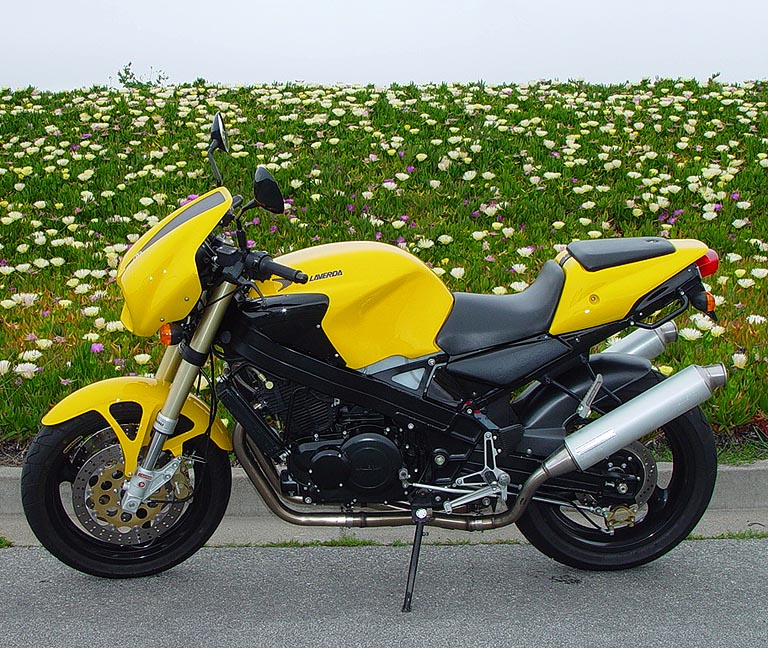
Bild 2
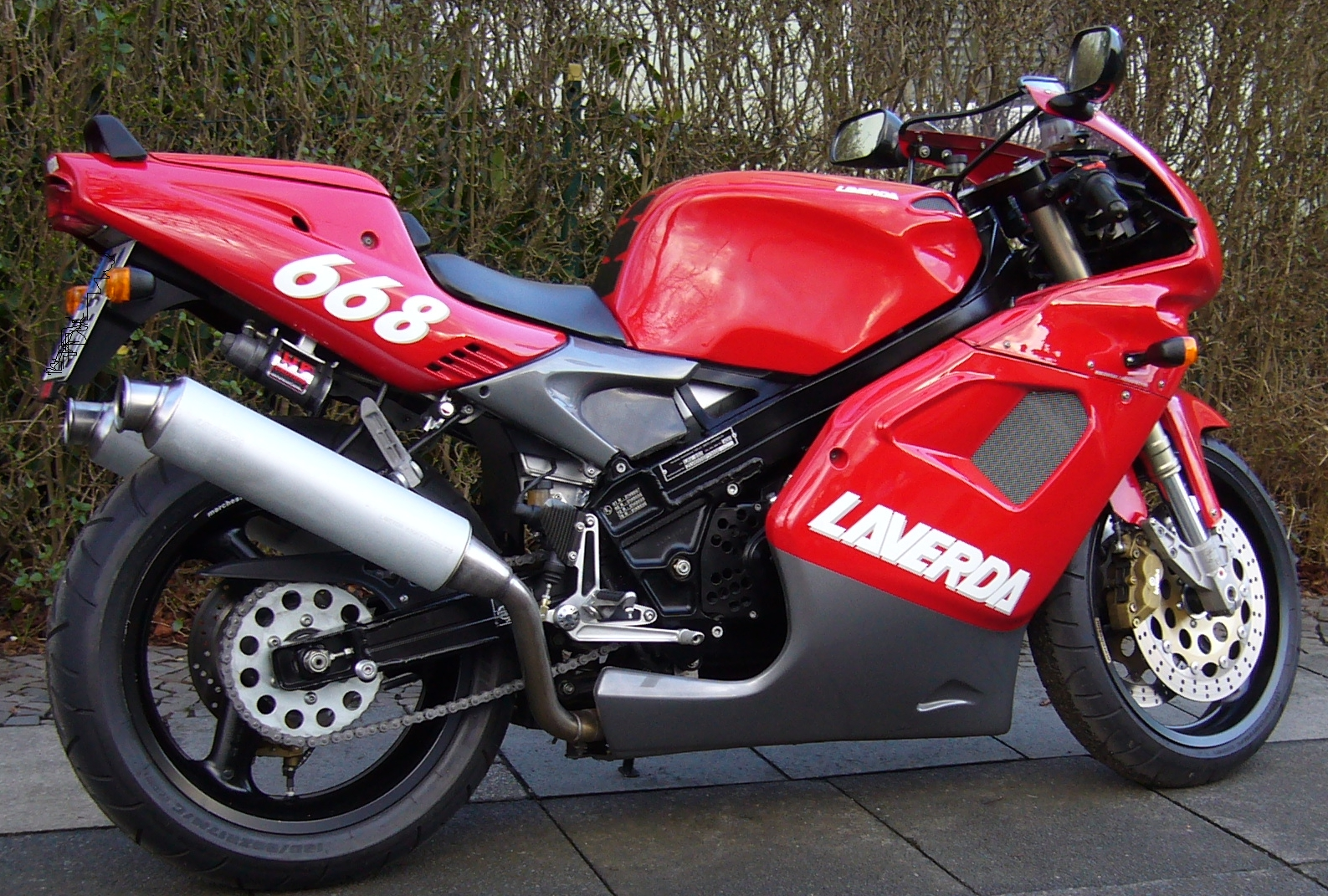
Bild 3
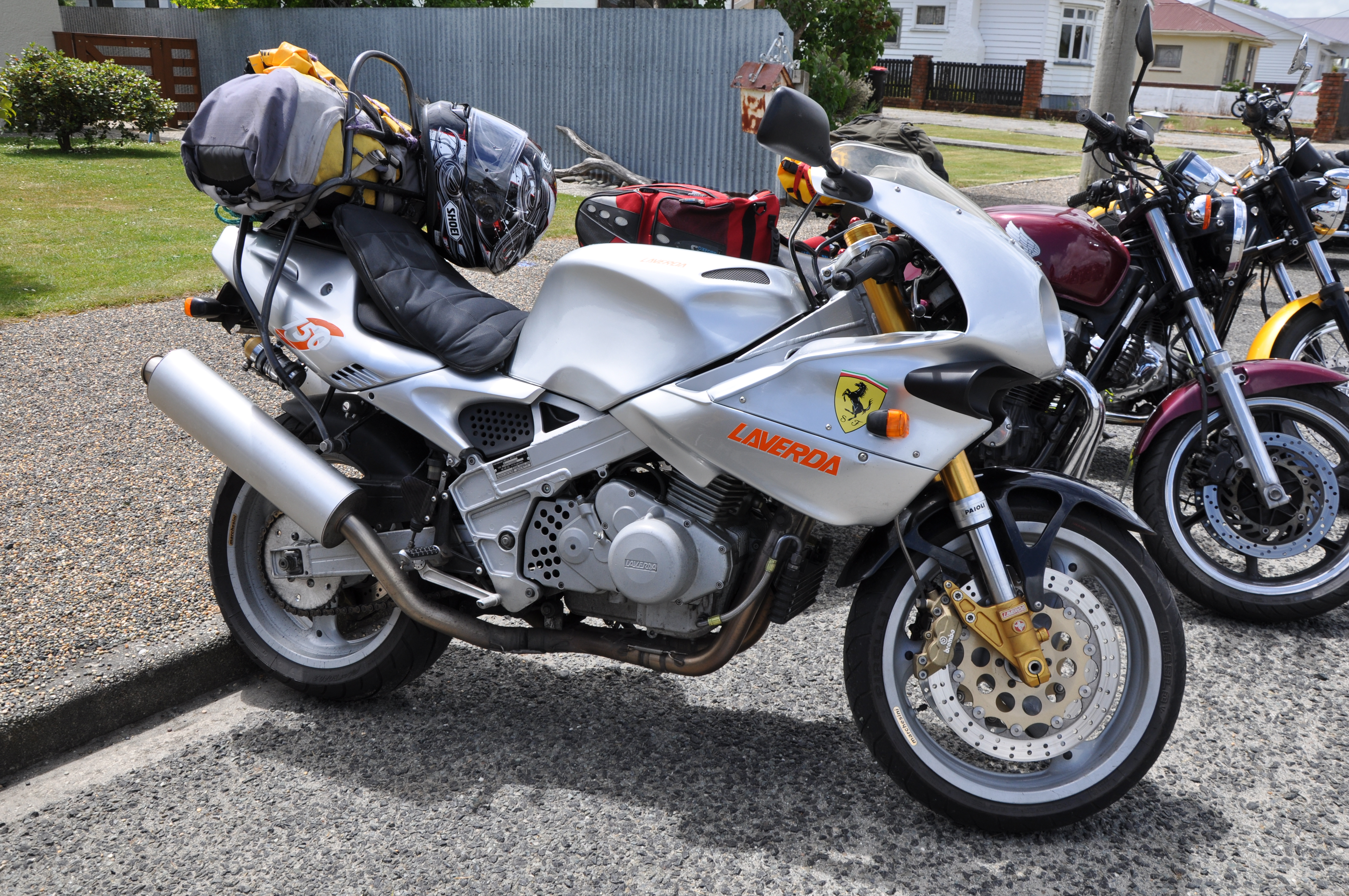
Bild 4
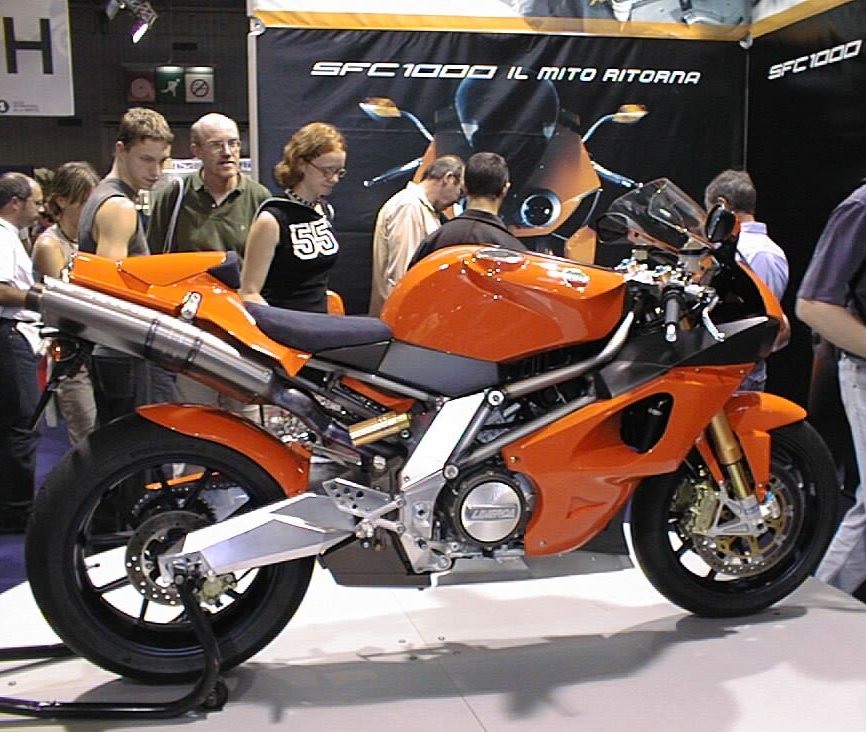
Bild 5

- Bild 1: Mit dem auf 280 Stück limitierten Sondermodell 750 S Formula versuchte Laverda 1997 an die Tradition der erfolgreichen SFC-Modelle anzuknüpfen[18]
- Bild 2: Laverda Ghost Strike: Viertakt-Parallel-Twin mit DOHC und 668 cm³. in dieser Version hatte das Motorrad eine Lampenverkleidung und schwarzem Alu-Rahmen (1998)[19][20]
- Bild 3: Die Laverda Zane wurde zuerst (1996 – 1998) in zwei Motorgrößen angeboten: Zweizylinder mit 650 und 668 cm³. Optisch unterscheidet sich die 668 von der 650 durch Doppelscheinwerfer und Zweifarblackierung rot/silber und gelb/silber.[21] Später kam eine wassergekühlte 750er auf den Markt.[22]
- Bild 4: Die 750er Zane von 2005. Der Name des Modells bezieht sich auf den Produktionsort Zanè in Nordostitalien
- Bild 5: Die Laverda 1000 SFC 2003: Das letzte Motorrad, das unter dem Namen Laverda erschien, war eine Aprilia.[23][24]

## Rennsport

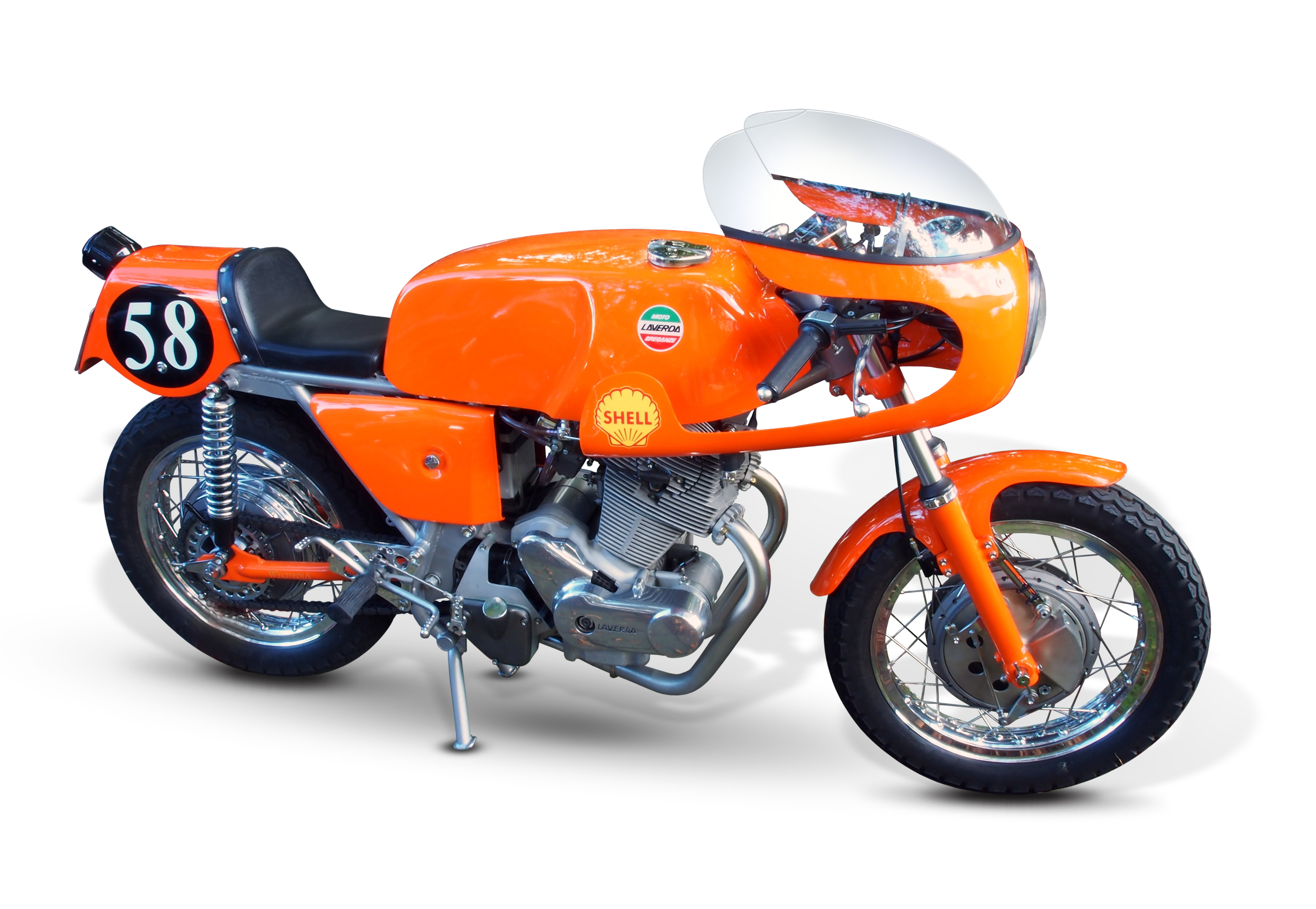
Laverda 750 SFC, 1. Serie, Bj. 1972

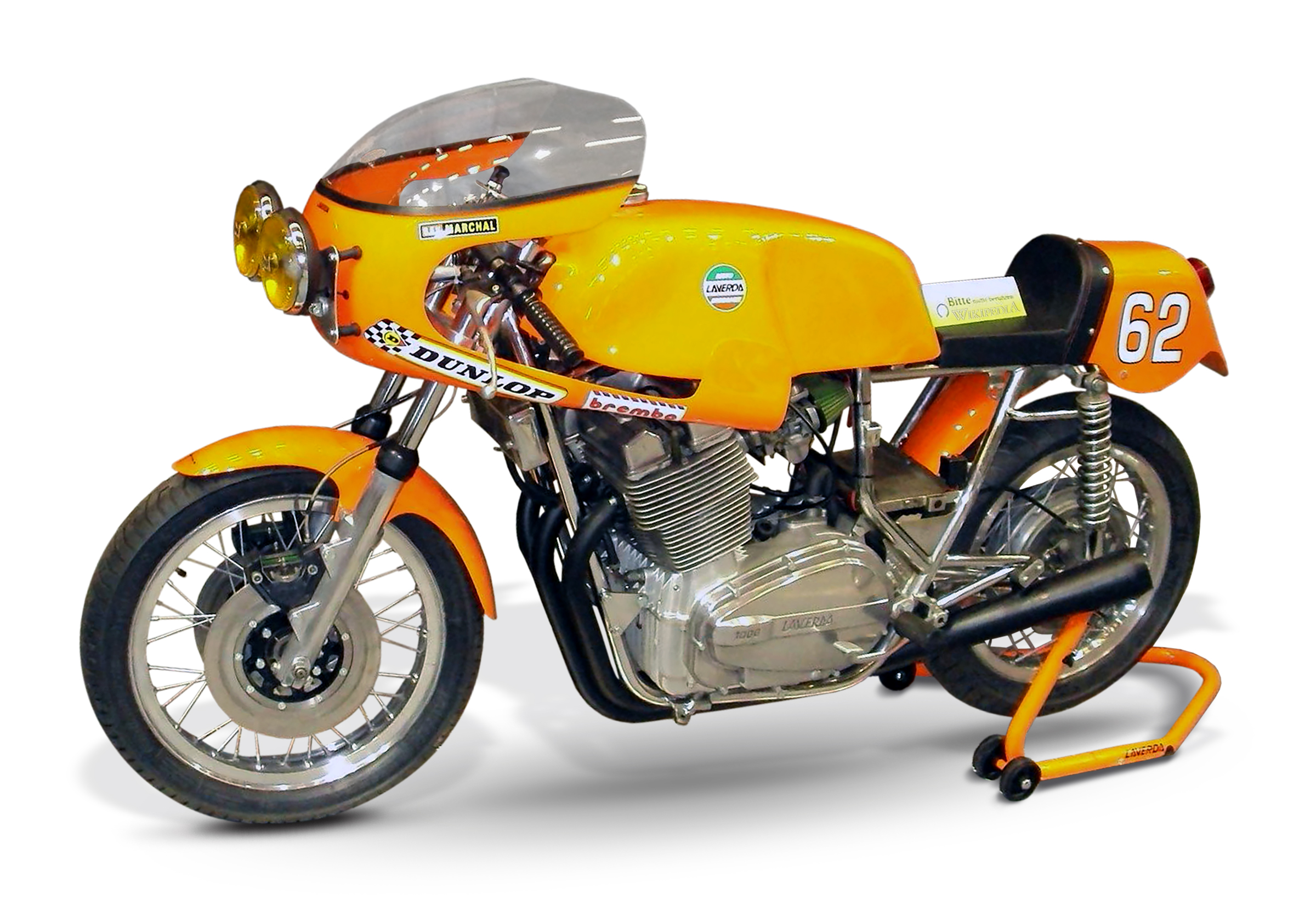
Laverda 1000 3C Endurance Bol d’Or, Bj. 1972

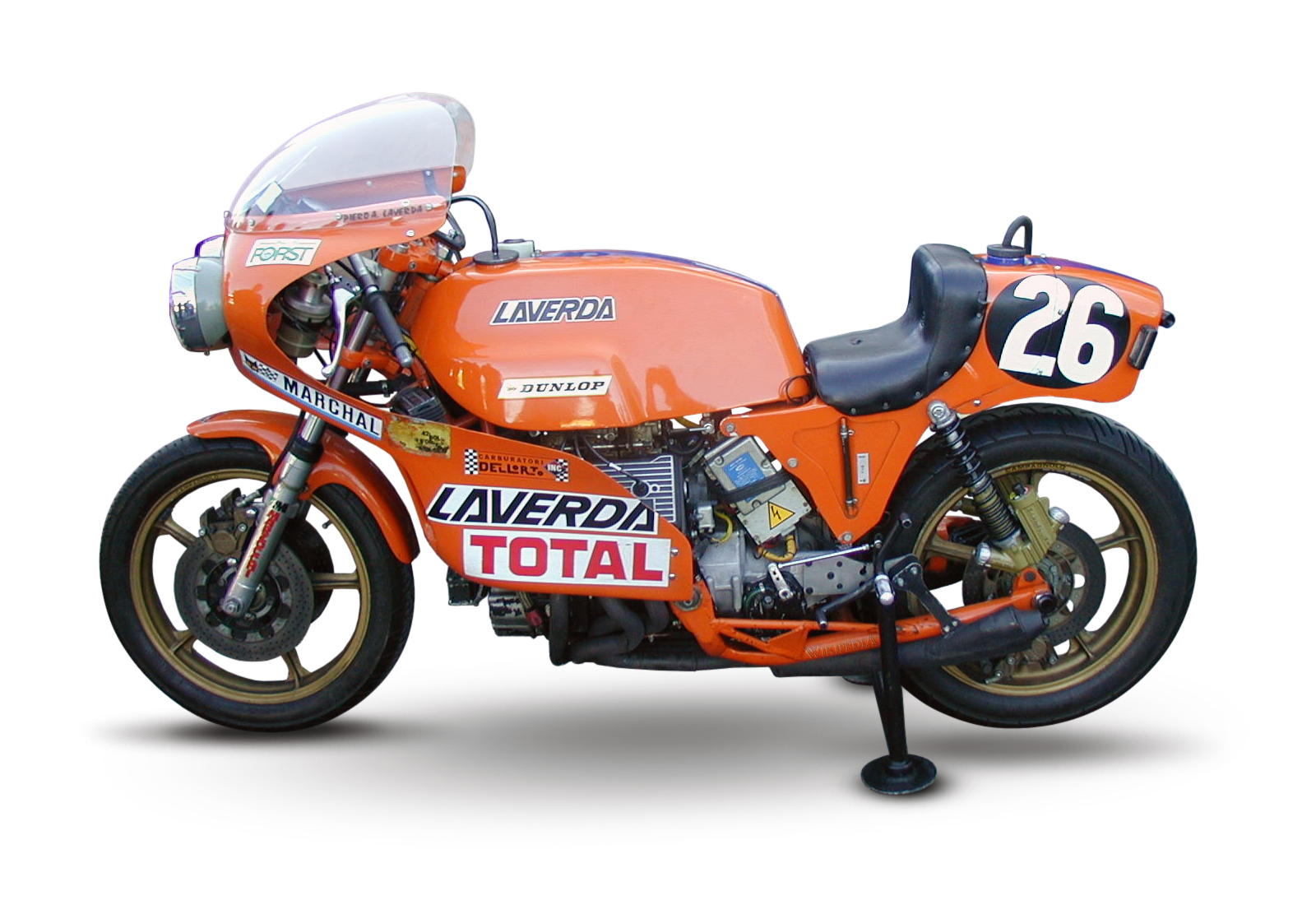
Laverda 1000 V6 aus dem Jahr 1977, 2 Exemplare für Langstreckenrennen gebaut, V6-Ottomotor, längs eingebaut, DOHC-Ventilsteuerung, Fünfganggetriebe, 103 kW (140 PS) bei 11.800/min, 285-300 km/h

Laverda engagierte sich schon sehr kurz nach der Unternehmensgründung sehr stark im Motorradsport, insbesondere bei Langstreckenrennen.

### Motogiro d’Italia
Erste Erfolge feierte Laverda beim Motogiro d’Italia (offiziell Giro d’Italia Motociclistico) den das Unternehmen zwischen 1953 und 1957 in zwei Klassen viermal gewinnen konnte
| Datum                    | Strecke | Klasse  | Sieger         | Zeit             | Durchschnitt |
| ------------------------ | --- | ------- | -------------- | ---------------- | ------------ |
| 30. März – 5. April 1953 | Bologna–Rom–Bari–Riccione–Triest–Mailand–Bologna (2.997 km)                                                              | 75 cm³  | Guido Mariani  | 36 h 57 min 22 s | 81,00 km/h   |
| 3.–11. April 1954        | Bologna–Perugia–Neapel–Pescara–Riccione–Mestre–Bozen–Bologna (3.413 km)                                                  | 75 cm³  | Guido Mariani  | 41 h 30 min 30 s | 82,29 km/h   |
| 3.–11. April 1954        | Bologna–Perugia–Neapel–Pescara–Riccione–Mestre–Bozen–Bologna (3.413 km)                                                  | 100 cm³ | Primo Zanzani  | 39 h 31 min 06 s | 86,44 km/h   |
| 6.–14. April 1957        | Bologna–Riva del Garda–Abano Terme–Riccione–Arezzo–Perugia–Teramo– Chianciano Terme–Montecatini Terme–Bologna (2.060 km) | 75 cm³  | Flavio Montesi | 22 h 53 min 29 s | 89,20 km/h   |

### Internationale Sechstagefahrt
Bei der Internationalen Sechstagefahrt oder Six Days (International Six Days Enduro – ISDE, bis 1980 International Six Days Trial – ISDT) der wichtigsten Motorsportveranstaltung im Endurosport, wurden Laverda-Motorräder zwischen 1955 und 1957 erfolgreich von der italienischen Nationalmannschaft eingesetzt.
| Jahr | Rang | World Trophy | Rang | Silbervase |
| ---- | ---- | --- | ---- | --- |
| 1955 | 6.   | Guido Benzoni (Laverda 98) Pietro Carissoni (Rumi 125) Dario Basso (Rumi 125) Constanzo Daminelli (Rumi 125) Domenico Fenocchio (Gilera 175)                                        | 22.  | (A-Mannschaft) Ennio Mafezzoli (Rumi 125) Ennio Longinotti (Rumi 125) Bruno Romano (Guzzi 250)                                                |
| 1955 | 6.   | Guido Benzoni (Laverda 98) Pietro Carissoni (Rumi 125) Dario Basso (Rumi 125) Constanzo Daminelli (Rumi 125) Domenico Fenocchio (Gilera 175)                                        | 23.  | (B-Mannschaft) Dietrich Serafini (Gilera 175) Gianfranco Saini (Gilera 175) Enrico Vanoncini (Gilera 175)                                     |
| 1956 | 2.   | Guido Benzoni (Laverda 98) Aldredo Dall’Ara (Mi-Val 125) Constanzo Daminelli (Mi-Val 125) Domenico Fenocchio (Gilera 175) Pietro Carissoni (Gilera 175) Flavio Montesi (Laverda 98) | 16.  | (A-Mannschaft) Jolao Stringhetto (Capriola 75) Antonio Zin (Laverda 98) Umberto Bertuzzi (Laverda 98) Giuseppe Rottigni (Parilla 175)         |
| 1956 | 2.   | Guido Benzoni (Laverda 98) Aldredo Dall’Ara (Mi-Val 125) Constanzo Daminelli (Mi-Val 125) Domenico Fenocchio (Gilera 175) Pietro Carissoni (Gilera 175) Flavio Montesi (Laverda 98) | 13.  | (B-Mannschaft) Sergio Cremaschini (Mi-Val 125) Luciano Dall’Ara (Mi-Val 123) Gianpietro Martinelli (Mi-Val 125) Franco Saini (Gilera 175)     |
| 1957 | 3.   | Flavio Montesi (Laverda 100) Franco Saini (Laverda 100) Franco Dall’Ara (Mi-Val 125) Luciano Dall’Ara (Mi-Val 125) Dario Basso (Gilera 175) Pietro Carissoni (Gilera 175)           | 19.  | (A-Mannschaft) Antonio Zin (Laverda 100) Umberto Bertuzzi (Laverda 100) Luigi Gorini (Parilla 125) Jolao Stringhetto (Capriola 125)           |
| 1957 | 3.   | Flavio Montesi (Laverda 100) Franco Saini (Laverda 100) Franco Dall’Ara (Mi-Val 125) Luciano Dall’Ara (Mi-Val 125) Dario Basso (Gilera 175) Pietro Carissoni (Gilera 175)           | 11.  | (B-Mannschaft) Constanzo Daminelli (Mi-Val 125) Giuseppe Rottigni (Parilla 125) Enrico Vanoncini (Gilera 175) Domenico Fenocchio (Gilera 175) |

### Formula TT
Verschiedene Fahrer traten auf Laverda auch bei der Formula TT an, einer Rennsport-Serie für Motorräder die zwischen 1977 und 1990 als offizielle Weltmeisterschaft unter dem Dach der FIM ausgetragen wurde.
TT-F1-Klasse: Viertakter von 600 bis 1000 cm³ Hubraum
TT-F2-Klasse: Viertakter von 400 bis 600 cm³ Hubraum
| Jahr            | Kategorie | Fahrer            | Rang |
| --------------- | --------- | ----------------- | ---- |
| Formula TT 1977 | TT F1     | Michael Hunt      | 6    |
| Formula TT 1977 | TT F1     | John Kirkby       | 9    |
| Formula TT 1978 | TT F2     | Peter Davies      | 6    |
| Formula TT 1979 | TT F2     | Michael Hunt      | 9    |
| Formula TT 1979 | TT F2     | Peter Davies      | 12   |
| Formula TT 1980 | TT F2     | Peter Davies      | 7    |
| Formula TT 1980 | TT F2     | George Fogarty    | 10   |
| Formula TT 1980 | TT F2     | Lennart Backström | 14   |
| Formula TT 1981 | TT F2     | Peter Davies      | 14   |
| Formula TT 1982 | TT F2     | Malcolm Wheeler   | 10   |
| Formula TT 1983 | TT F2     | Malcolm Wheeler   | 10   |
| Formula TT 1984 | TT F2     | Alan Cathcart     | 15   |

### Verschiedene Langstreckenrennen (Einzelveranstaltungen)
Laverda trat auch bei weiteren Einzelveranstaltungen über die Langstreckendistanz an und entwickelte dafür spezielle Modelle, so die 750 SFC, 500 SFC und die Laverda V6, die aber nur 1978 einmal beim Bol d’Or eingesetzt wurde.
| Jahr | Typ     | Ort        | Strecke                              | Land | Platzierung | Fahrer               |
| ---- | ------- | ---------- | ------------------------------------ | ---- | ----------- | -------------------- |
| 1971 | 750 SFC | Zeltweg    | Rundstrecke Zeltweg                  | AUT  | Platz 1     | Brettoni             |
| 1971 | 750 SFC | Zeltweg    | Rundstrecke Zeltweg                  | AUT  | Platz 2     | Cretti               |
| 1971 | 750 SFC | Oss        | Circuit Paalgraven                   | NED  | Platz 1     | Angiolini/Hutten     |
| 1971 | 750 SFC | Barcelona  | Circuit de Montjuïc                  | ESP  | Platz 1     | Brettoni/Angiolini   |
| 1971 | 750 SFC | Vallelunga | Autodromo Vallelunga                 | ITA  | Platz 1     | Bertorello/Loigo     |
| 1971 | 750 SFC | Bol d’Or   | Circuit Bugatti                      | FRA  | Platz 2     | Brettoni/Cretti      |
| 1971 | 750 SFC | Modena     | Autodromo di Modena                  | ITA  | Platz 1     | Angiolini            |
| 1971 | 750 SFC | Modena     | Autodromo di Modena                  | ITA  | Platz 2     | Brettoni             |
| 1972 | 750 SFC | Monza      | Autodromo Nazionale di Monza         | ITA  | Platz 1     | Gallina/Pescucci     |
| 1972 | 750 SFC | Vallelunga | Autodromo Vallelunga                 | ITA  | Platz 1     | Gallina/Pescucci     |
| 1972 | 750 SFC | Barcelona  | Circuit de Montjuïc                  | ESP  | Platz 2     | Gallina/Schreyer     |
| 1972 | 750 SFC | Zolder     | Circuit Zolder                       | BEL  | Platz 3     | Cash/Wittich         |
| 1972 | 750 SFC | Modena     | Autodromo di Modena                  | ITA  | Platz 1     | Gallina/Pescucci     |
| 1972 | 750 SFC | Modena     | Autodromo di Modena                  | ITA  | Platz 2     | Bertorello/Loigi     |
| 1972 | 750 SFC | Modena     | Autodromo di Modena                  | ITA  | Platz 4     | Cereghini/Falletta   |
| 1973 | 750 SFC | Imola/1    | Autodromo Enzo e Dino Ferrari        | ITA  | Platz 3     | Brettoni/Loigo       |
| 1973 | 750 SFC | Imola/2    | Autodromo Enzo e Dino Ferrari        | ITA  | Platz 2     | Gallina/Nicola       |
| 1973 | 750 SFC | Zandvoort  | Circuit Zandvoort                    | NED  | Platz 1     | Van der Wal/Strijbos |
| 1974 | 1000 3C | Barcelona  | Circuit de Montjuïc                  | ESP  | Platz 6     | Lucchinelli/Fougeray |
| 1974 | 1000 3C | Mugello    | Autodromo Internazionale del Mugello | ITA  | Platz 3     | Brettoni/Cereghini   |
| 1974 | 1000 3C | Spa        | Circuit de Spa-Francorchamps         | BEL  | Platz 2     | Gallina/Cereghini    |
| 1974 | 1000 3C | Spa        | Circuit de Spa-Francorchamps         | BEL  | Platz 3     | Lucchinelli/Fougeray |